# Liste der denkmalgeschützten Objekte in Weitersfeld
Die Liste der denkmalgeschützten Objekte in Weitersfeld enthält die 40 denkmalgeschützten, unbeweglichen Objekte der niederösterreichischen Marktgemeinde Weitersfeld im Bezirk Horn.

## Denkmäler
| Foto |                 | Denkmal                                                                             | Standort                                             | Beschreibung | Metadaten |
| ---- | --------------- | ----------------------------------------------------------------------------------- | ---------------------------------------------------- | --- | --- |
| ja   | Datei hochladen | Anlage Schloss Fronsburg HERIS-ID: 113438 Objekt-ID: 131778seit 2020                | Fronsburg 1 Standort KG: Fronsburg                   | Das mehrfach umgebaute Schloss mit Renaissanceportalen und ‑arkaden stammt aus dem 16. Jahrhundert. Es handelt sich um eine zweigeschoßige Gebäudegruppe, die um zwei unregelmäßige Höfe angeordnet ist. Die Schlosskapelle hat eine Einrichtung aus 16. bis 18. Jahrhundert. | BDA-Hist.: Q1345554 Status: Bescheid Stand der BDA-Liste: 2025-06-30 Name: Anlage Schloss Fronsburg GstNr.: 199, 200, 201, 204 Schloss Fronsburg                                                   |
| ja   | Datei hochladen | Fugnitzbrücke HERIS-ID: 61955 Objekt-ID: 74450                                      | Fronsburg 20, bei Standort KG: Fronsburg             | | BDA-Hist.: Q38098040 Status: § 2a Stand der BDA-Liste: 2025-06-30 Name: Fugnitzbrücke GstNr.: 65                                                                                                   |
| ja   | Datei hochladen | Bründlkapelle und Säule Maria Immaculata HERIS-ID: 61957 Objekt-ID: 74452           | Standort KG: Fronsburg                               | Das Fronsburger Bründl ist eine Wallfahrtsstätte mit Marienkapelle, Maria-Immaculata-Säule und einer Quelle. Die quadratische Kapelle des späten 18. Jahrhunderts ist durch Putzrahmen gegliedert und hat abgerundete Ecken, ein steiles Pyramidendach und ein umlaufendes profiliertes Gesims. Innen befindet sich ein durch Lisenen gegliederter ovaler Raum. Davor steht eine Figur der Maria Immaculata aus der zweiten Hälfte des 18. Jahrhunderts auf einer toskanischen Säule. | BDA-Hist.: Q1469962 Status: § 2a Stand der BDA-Liste: 2025-06-30 Name: Bründlkapelle und Säule Maria Immaculata GstNr.: 477 Fronsburger Bründl                                                     |
| ja   | Datei hochladen | Wallfahrtskirche Mariae Heimsuchung und Friedhof HERIS-ID: 50323 Objekt-ID: 55170   | Nonnersdorf 15 Standort KG: Nonnersdorf              | Die Pfarrkirche Mariae Heimsuchung, auch bekannt als Maria im Gebirge, ist eine ehemalige Wallfahrtskirche, die sich südlich des Ortes Sallapulka in abgeschiedener Lage auf einer Bergkuppe erhebt. Sie ist von einem Friedhof mit spätgotischer Ummauerung umgeben. Die bemerkenswerte Anlage verfügt über einen weithin sichtbaren, dominierenden gotischen Südturm, der mit dem niedrigen spätgotischen Chor verbunden ist. An der Nordseite des Chors liegt eine spätgotische Kapelle. Das barocke Langhaus wurde 1674 erbaut. | BDA-Hist.: Q1896464 Status: § 2a Stand der BDA-Liste: 2025-06-30 Name: Wallfahrtskirche Mariae Heimsuchung und Friedhof GstNr.: 346 Maria im Gebirge, Sallapulka                                   |
| ja   | Datei hochladen | Ortskapelle Oberfladnitz HERIS-ID: 50331 Objekt-ID: 55186                           | Oberfladnitz 28, neben Standort KG: Oberfladnitz     | Die Ortskapelle östlich des Angers von Oberfladnitz ist ein schlichter Bau aus der ersten Hälfte des 18. Jahrhunderts mit eingezogener Rundapsis, westlichem Dachreiter und Segmentbogenfenstern. Der Innenraum hat eine Stichkappentonne über Gurtbögen auf Doppelpilastern mit verkröpftem Gebälk und einen einfachen geschwungenen Stuckspiegel. Der Kastenaltar verfügt über einen volutengestützten Tabernakelaufsatz und eine Figurengruppe Maria Himmelfahrt. Seitlich befinden sich Figuren der Heiligen Sebastian und Florian aus dem frühen 18. Jahrhundert. Die Glocke wurde 1863 von Ludwig Korrentsch gegossen. | BDA-Hist.: Q38039460 Status: § 2a Stand der BDA-Liste: 2025-06-30 Name: Ortskapelle Oberfladnitz GstNr.: 58                                                                                        |
| ja   | Datei hochladen | Wasserschloss Oberhöflein HERIS-ID: 34692 Objekt-ID: 33050                          | Oberhöflein 1 Standort KG: Oberhöflein               | Das Schloss Oberhöflein, ein ehemaliges Wasserschloss, ist eine vierseitige, zweigeschoßige, kubische Anlage des 16. Jahrhunderts mit einem Fassadenturm im Westen und einem quadratischen Turm im Osten. Der Bau ist von einem Wassergraben umgeben. Der Zugang erfolgt über eine Brücke im Süden. Die zweigeschoßigen Flügel verfügen über ein Dachbodengeschoß, profiliertes Traufgesims, gemalte Lisenengliederung sowie barock profilierte Steingewändefenster mit gekehlten Verdachungen. Die Anlage ist von einem Park mit Bruchsteinmauer umgeben, mit südlicher Abgrenzung zum Meierhof. | BDA-Hist.: Q2242767 Status: Bescheid Stand der BDA-Liste: 2025-06-30 Name: Wasserschloss Oberhöflein GstNr.: 1, 2 Schloss Oberhöflein                                                              |
| ja   | Datei hochladen | Meierhof Oberhöflein HERIS-ID: 61966 Objekt-ID: 74461                               | Oberhöflein 1 Standort KG: Oberhöflein               | Der Meierhof in Oberhöflein ist eine vierflügelige, eingeschoßige, barocke Anlage mit profilierten Steingewändefenstern. Sein Nordtrakt ist nach Osten verlängert. An der Ecke erhebt sich ein barocker, rundbogiger, ausgestellter Giebel des 18. Jahrhunderts mit Kugel- und Zapfenbekrönung. Außerdem hat der Bau profilierte Kartuschenfenster und eine flachbogige Dachbodenöffnung mit Eisenplattentüre. Der Zugang erfolgt durch ein rundbogiges Einfahrtstor mit aufgedoppelten Türflügeln, das mit 1872 bezeichnet ist. Nordwestlich liegt eine Schmiede mit Walmdach aus der Mitte des 19. Jahrhunderts und ein ehemaliger Wagenschuppen aus der ersten Hälfte des 19. Jahrhunderts mit flachbogiger Einfahrt und abgewalmtem Dach. Innen gibt es zum Teil gewölbte Wirtschaftsräume und Stallungen.                        | BDA-Hist.: Q38098102 Status: Bescheid Stand der BDA-Liste: 2025-06-30 Name: Meierhof Oberhöflein GstNr.: 8 Meierhof Oberhöflein                                                                    |
| ja   | Datei hochladen | Ehem. Pfarrhof HERIS-ID: 61970 Objekt-ID: 74466                                     | Oberhöflein 17 Standort KG: Oberhöflein              | Der ehemalige Pfarrhof im Westen von Oberhöflein ist ein in der ersten Hälfte des 19. Jahrhunderts errichtetes, zweigeschoßiges Mittelflurhaus mit Walmdach, seitlich geböschten Streben und biedermeierlichen Türen. Sein Garten ist durch ein rundbogiges Portal zugänglich. Die Anlage verfügt außerdem über Wirtschaftsgebäude mit geschwungener, dem Straßenverlauf folgender Front. | BDA-Hist.: Q38098141 Status: § 2a Stand der BDA-Liste: 2025-06-30 Name: Ehem. Pfarrhof GstNr.: 37/1                                                                                                |
| ja   | Datei hochladen | Ehem. Schule HERIS-ID: 61971 Objekt-ID: 74467                                       | Oberhöflein 24 Standort KG: Oberhöflein              | Die ehemalige Schule westlich der Kirche ist ein zweigeschoßiger Bau des späten 19. Jahrhunderts mit späthistoristischen Fensterrahmungen. | BDA-Hist.: Q38098150 Status: § 2a Stand der BDA-Liste: 2025-06-30 Name: Ehem. Schule GstNr.: 48 |
| ja   | Datei hochladen | Flur-/Wegkapelle HERIS-ID: 61974 Objekt-ID: 74470                                   | bei Oberhöflein 76 Standort KG: Oberhöflein          | Bei Oberhöflein 54 steht eine Wegkapelle mit Satteldach, sich verjüngenden Pilastern, profiliertem Gesims und Giebel aus der ersten Hälfte des 19. Jahrhunderts. Innen befindet sich ein auf Holz gemaltes, volkstümliches Kruzifix. | BDA-Hist.: Q38098180 Status: § 2a Stand der BDA-Liste: 2025-06-30 Name: Flur-/Wegkapelle GstNr.: 1317/2                                                                                            |
| ja   | Datei hochladen | Kath. Pfarrkirche hl. Dreifaltigkeit HERIS-ID: 50333 Objekt-ID: 55192               | Oberhöflein 18, neben Standort KG: Oberhöflein       | Die Pfarrkirche untersteht dem Dekanat Geras und ist der Allerheiligsten Dreifaltigkeit geweiht. Die Kirche wurde 1694 erbaut. Der hohe, blockartige Saalbau verfügt über einen nicht differenzierten, gerade geschlossenen Chor. Die Kirche ist durch ein einheitliches, östlich abgewalmtes Satteldach gedeckt und ruht auf einem umlaufenden, gekehlten Sockel. An der Nordseite ist die Front durch drei Rundbogenfenster geöffnet, wovon eines abgemauert ist. Darüber befinden sich Lunettenfenster. Westlich liegt ein Portalvorbau mit abgewalmtem Dach. Der viergeschoßige Turm ist durch Putzfelder gegliedert und weist in der Glockenzone Eckpilaster auf. Er wird von einem Pyramidenhelm bekrönt. Der südlich gelegene, zweigeschoßige Sakristeianbau ist mit einem Pultdach und mit Steingewändefenstern ausgestattet. | BDA-Hist.: Q38039487 Status: § 2a Stand der BDA-Liste: 2025-06-30 Name: Kath. Pfarrkirche hl. Dreifaltigkeit GstNr.: 45/1 Pfarrkirche Oberhöflein                                                  |
| ja   | Datei hochladen | Figurenbildstock hl. Johannes Nepomuk HERIS-ID: 61972 Objekt-ID: 74468              | Standort KG: Oberhöflein                             | Nördlich von Schloss Oberhöflein steht auf einem abgeschnittenen quadratischen Pfeiler eine Statue Johannes Nepomuks aus der ersten Hälfte des 18. Jahrhunderts. | BDA-Hist.: Q38098160 Status: § 2a Stand der BDA-Liste: 2025-06-30 Name: Figurenbildstock hl. Johannes Nepomuk GstNr.: 1309/4                                                                       |
| ja   | Datei hochladen | Bildstock HERIS-ID: 61977 Objekt-ID: 74473                                          | Standort KG: Oberhöflein                             | Das sogenannte Schwedenmarterl am ehemaligen Postweg von Wien nach Prag wurde in der ersten Hälfte des 17. Jahrhunderts, in der Zeit des Dreißigjährigen Krieges, errichtet. Auf einem abgefasten Schaft ruht ein Nischenblock mit Satteldach, einfachem Giebelfeld und bekrönendem Tatzenkreuz. In der nach Osten ausgerichteten Nische ist ein Bildnis der hl. Maria mit dem in der Bibel blätternden Jesuskind zu sehen. Der etwa 4,35 m hohe Bildstock wurde 1980 und 2015 renoviert. | BDA-Hist.: Q38098208 Status: § 2a Stand der BDA-Liste: 2025-06-30 Name: Bildstock GstNr.: 1313/1                                                                                                   |
| ja   | Datei hochladen | Pfarrhof HERIS-ID: 61979 Objekt-ID: 74475                                           | Obermixnitz 35 Standort KG: Obermixnitz              | Der Pfarrhof von Obermeixnitz ist ein zweigeschoßiger Bau um einen quadratischen Hof. Der Wohnteil verfügt über einen durchgängigen platzlgewölbten Flur. Im Erdgeschoß liegen tonnengewölbte Räume. | BDA-Hist.: Q38098223 Status: § 2a Stand der BDA-Liste: 2025-06-30 Name: Pfarrhof GstNr.: 2 |
| ja   | Datei hochladen | Figurenbildstock hl. Johannes Nepomuk HERIS-ID: 61980 Objekt-ID: 74476              | Standort KG: Obermixnitz                             | Am östlichen Ortsende von Obermixnitz Richtung Untermixnitz steht zwischen zwei Bäumen, die als Naturdenkmäler gekennzeichnet sind, eine Statue Johannes Nepomuks. | BDA-Hist.: Q38098233 Status: § 2a Stand der BDA-Liste: 2025-06-30 Name: Figurenbildstock hl. Johannes Nepomuk GstNr.: 7/2                                                                          |
| ja   | Datei hochladen | Figurenbildstock Maria Dreieichen HERIS-ID: 61981 Objekt-ID: 74477                  | Standort KG: Obermixnitz                             | Am westlichen Ortsausgang ruht auf einer toskanischen Säule eine Maria-Dreieichen-Gruppe aus der zweiten Hälfte des 18. Jahrhunderts. | BDA-Hist.: Q38098242 Status: § 2a Stand der BDA-Liste: 2025-06-30 Name: Figurenbildstock Maria Dreieichen GstNr.: 465/3                                                                            |
| ja   | Datei hochladen | Mariensäule HERIS-ID: 61982 Objekt-ID: 74478                                        | Obermixnitz 17, gegenüber Standort KG: Obermixnitz   | Die Mariensäule wurde laut Inschrift im Jahr 1928 von der ortsansässigen Familie Bauer gestiftet. | BDA-Hist.: Q38098249 Status: § 2a Stand der BDA-Liste: 2025-06-30 Name: Mariensäule GstNr.: 64 |
| ja   | Datei hochladen | Kath. Pfarrkirche hl. Petrus HERIS-ID: 61978 Objekt-ID: 74474                       | Obermixnitz 35, neben Standort KG: Obermixnitz       | An der Stelle der vorigen Kapelle wurde 1790 die Pfarrkirche zum hl. Petrus erbaut. Den Altar bekam die Kirche aus dem Franziskanerkloster in Eggenburg. Der Hochaltar stammt aus dem Jahre 1895 von Keplinger, der auch die Hochaltäre in Eggenburg und Theras schuf. Die Pfarre wird vom Stift Wilhering versehen. Die Pfarrkirche zum hl. Petrus ist eine einfache josephinische Dorfkirche mit Langhaus und nur wenig eingezogenem, abgerundetem Ostchor. Der Turm über der Südwestecke des Langhauses wurde 1878 errichtet. | BDA-Hist.: Q38098216 Status: § 2a Stand der BDA-Liste: 2025-06-30 Name: Kath. Pfarrkirche hl. Petrus GstNr.: 1 Pfarrkirche Obermixnitz                                                             |
| ja   | Datei hochladen | Bildstock HERIS-ID: 61983 Objekt-ID: 74479                                          | Standort KG: Prutzendorf                             | Das sogenannte Resch-Marterl, 3,6 Meter hoch und 1,58 Meter breit, wird in seinem heutigen Erscheinungsbild auf die erste Hälfte des 20. Jahrhunderts datiert. 1934/1935 wurde es als Danksagung für einen heil überstandenen Pferdeunfall von Maria und Leopold Resch renoviert, eine weitere Renovierung erfolgte in den 1980er-Jahren. Der auf einem Fundament ruhende Breitpfeiler wird von Pilastern begrenzt und oben durch ein leicht auskragendes Gesims abgeschlossen. In der südwestlich ausgerichteten Rundbogennische befindet sich hinter einem Eisengitter ein 2012 von Franz Spindler aus Weitersfeld gemaltes Bild der heiligen Familie. Im Giebelfeld sind Reste eines älteren Tabernakelpfeilers eingearbeitet, worauf ein Dreifaltigkeitsrelief mit der Inschrift „Hl. Familie bitte für uns“ zu sehen ist.        | BDA-Hist.: Q38098259 Status: § 2a Stand der BDA-Liste: 2025-06-30 Name: Bildstock GstNr.: 151 |
| ja   | Datei hochladen | Figurenbildstock hl. Johannes Nepomuk HERIS-ID: 61984 Objekt-ID: 74480              | Standort KG: Prutzendorf                             | Gegenüber der Ortskapelle von Prutzendorf steht die Statue aus dem Jahr 1724. | BDA-Hist.: Q38098281 Status: § 2a Stand der BDA-Liste: 2025-06-30 Name: Figurenbildstock hl. Johannes Nepomuk GstNr.: 90                                                                           |
| ja   | Datei hochladen | Barbarakapelle HERIS-ID: 50424 Objekt-ID: 55376                                     | Prutzendorf 30, neben Standort KG: Prutzendorf       | Die Barbarakapelle vor dem ehemaligen Schloss – ein kleiner kreuzförmiger Zentralbau von 1740 – hat eine gerade, durch Lisenen gegliederte Ostwand, profiliertes Traufgesims, ein profiliertes Steingewändeportal sowie Segmentbogenfenster. Ihr Dachreiter wurde 1887 aufgesetzt. Der runde Mittelraum ist durch eine Flachkuppel gewölbt. Die Kreuzarme sind in der etwas längeren Hauptachse abgerundet. Außerdem ist eine mit Putzbändern versehene Quertonne vorhanden. Die Kuppel verfügt über ein profiliertes Rundmedaillon und Gesims. Im Chor ist ein Wandbild der hl. Dreifaltigkeit zu sehen, das mit Klaus 1895 bezeichnet ist. Der marmorierte Hochaltar zeigt ein Bild der hl. Barbara aus der Mitte des 18. Jahrhunderts in einem geschnitzten vergoldeten Rahmen mit seitlichen Putten.                              | BDA-Hist.: Q38040079 Status: § 2a Stand der BDA-Liste: 2025-06-30 Name: Barbarakapelle GstNr.: 112                                                                                                 |
| ja   | Datei hochladen | Ortskapelle Rassingdorf HERIS-ID: 50451 Objekt-ID: 55449                            | Rassingdorf 16, neben Standort KG: Rassingdorf       | Die Ortskapelle von Rassingdorf ist mit der Front in die nördliche Häuserzeile des Ortes integriert. Ihre Fassade ist durch Rahmen und Gesims sowie durch einen aus der Mitte des 19. Jahrhunderts stammenden, vorgebauten Turm mit Zwiebelhelm gegliedert. Das Innere verfügt über ein Tonnengewölbe mit Stichkappen über Doppelgurten auf zum Teil abgemauerten Doppelpilastern. Zu dem halbrund geschlossenen Chor führt ein korbbogiger Triumphbogen. Zur Ausstattung zählen ein schlichter Retabelaltar und Bänke aus dem 19. Jahrhundert. | BDA-Hist.: Q38040171 Status: § 2a Stand der BDA-Liste: 2025-06-30 Name: Ortskapelle Rassingdorf GstNr.: 66 Ortskapelle Rassingdorf                                                                 |
| ja   | Datei hochladen | Pfarrhof HERIS-ID: 50511 Objekt-ID: 55566                                           | Sallapulka 1 Standort KG: Sallapulka                 | Der südlich an die Kirche angebaute Pfarrhof von Sallapulka ist ein zweigeschoßiger, 15-achsiger Bau des späten 18. Jahrhunderts mit giebelbekröntem, lisenengegliedertem Mittelrisalit und zweiachsigen Eckrisaliten. Die rundbogige Toreinfahrt trägt im Giebelfeld ein skulpturiertes Wappen von Stift Herzogenburg, das mit 1799 bezeichnet ist. Der Bau hat eine Plattenstilfassade und Kordongesims. Innen gibt es im Erdgeschoß Räume mit Tonnengewölben und Stichkappen. Die Einfahrt ist kreuzgratgewölbt. Südlich liegen Wirtschaftstrakte mit Platzlgewölben auf Pfeilern, aus der Zeit um 1800. | BDA-Hist.: Q38040508 Status: § 2a Stand der BDA-Liste: 2025-06-30 Name: Pfarrhof GstNr.: 6 |
| ja   | Datei hochladen | Kath. Filialkirche hll. Petrus und Paulus HERIS-ID: 50512 Objekt-ID: 55567          | Sallapulka 1, neben Standort KG: Sallapulka          | Die Filialkirche hll. Petrus und Paulus in Sallapulka ist eine barocke Saalkirche mit eingezogenem Westturm und runder Apsis. An ihrer Südseite ist der Pfarrhof angebaut. Sie wurde 1740 errichtet, 1797 durch einen Brand beschädigt und 1841 erweitert. Die Klassizistische Fassade geht auf das Jahr 1797 zurück. Sie zeigt eine genutete Westfront und Eckrundungen im Erdgeschoß. Der Westturm, der mit Ecklisenen zwischen Giebelschmiegen und korbbogigen Schallfenstern ausgestattet ist, wird von Uhrengiebeln und einer welschen Haube bekrönt. Das Hauptportal verfügt über eine geschweifte Verdachung auf Voluten. Die Nordseite ist durch Lisenen gegliedert und durch drei eingezogene Rundbogenfenster mit profilierten Verdachungen geöffnet.                                                                       | BDA-Hist.: Q38040519 Status: § 2a Stand der BDA-Liste: 2025-06-30 Name: Kath. Filialkirche hll. Petrus und Paulus GstNr.: 5                                                                        |
| ja   | Datei hochladen | Figurenbildstock Maria Immaculata HERIS-ID: 61986 Objekt-ID: 74483                  | Standort KG: Sallapulka                              | Vor dem Pfarrhof steht auf einem Sockel mit Erzengelreliefs eine Bildsäule aus der Mitte des 18. Jahrhunderts mit einer polychromierten Figur der Maria Immaculata. | BDA-Hist.: Q38098298 Status: § 2a Stand der BDA-Liste: 2025-06-30 Name: Figurenbildstock Maria Immaculata GstNr.: 63 Immaculata column, Sallapulka                                                 |
| ja   | Datei hochladen | Ehem. Wasserschloss Starrein HERIS-ID: 35112 Objekt-ID: 33718                       | Starrein 1 Standort KG: Starrein                     | Schloss Starrein ist ein ehemaliges Wasserschloss mit unregelmäßigem Hof, das um 1570 erbaut wurde. Es zeigt ein blockhaftes Äußeres und ist von einem Wassergraben, westlich und südlich gelegenen Wirtschaftsgebäuden sowie einer Umfassungsmauer umgeben. | BDA-Hist.: Q37961683 Status: Bescheid Stand der BDA-Liste: 2025-06-30 Name: Ehem. Wasserschloss Starrein GstNr.: 1 Schloss Starrein                                                                |
| ja   | Datei hochladen | Figurenbildstock hl. Johannes Nepomuk HERIS-ID: 61989 Objekt-ID: 74486              | Standort KG: Starrein                                | Östlich von Starrein steht an einer Kreuzung auf einem quadratischen Sockel eine Statue des Johannes Nepomuk aus der Mitte des 18. Jahrhunderts. | BDA-Hist.: Q38098321 Status: § 2a Stand der BDA-Liste: 2025-06-30 Name: Figurenbildstock hl. Johannes Nepomuk GstNr.: 132                                                                          |
| ja   | Datei hochladen | Schloss Untermixnitz HERIS-ID: 61991 Objekt-ID: 74488seit 2020                      | Untermixnitz 1 Standort KG: Untermixnitz             | Die dreiflügelige, ehrenhofartige Anlage stammt aus dem 16. Jahrhundert und war ursprünglich von einem Wassergraben umgeben. Es gibt noch Reste einer Umfassungsmauer aus Bruchstein. | BDA-Hist.: Q105645925 Status: Bescheid Stand der BDA-Liste: 2025-06-30 Name: Schloss Untermixnitz GstNr.: 120                                                                                      |
| ja   | Datei hochladen | Figurenbildstock hl. Johannes Nepomuk HERIS-ID: 61990 Objekt-ID: 74487              | bei Untermixnitz 1 Standort KG: Untermixnitz         | Im Ostteil von Untermixnitz steht bei einem Kreisverkehr eine Statue Johannes Nepomuks aus dem Jahr 1720. | BDA-Hist.: Q38098329 Status: § 2a Stand der BDA-Liste: 2025-06-30 Name: Figurenbildstock hl. Johannes Nepomuk GstNr.: 123 Johannes-Nepomuk-Statue (Untermixnitz, ObjektID: 74487)                  |
| ja   | Datei hochladen | Bildstock HERIS-ID: 61992 Objekt-ID: 74489                                          | Standort KG: Untermixnitz                            | Südlich von Untermixnitz steht eine Säule mit einem Relief Johannes Nepomuks aus dem dritten Viertel des 18. Jahrhunderts. | BDA-Hist.: Q38098338 Status: § 2a Stand der BDA-Liste: 2025-06-30 Name: Bildstock GstNr.: 287 Bildstock (Untermixnitz, ObjektID: 74489)                                                            |
| ja   | Datei hochladen | Ortskapelle hl. Rosalia HERIS-ID: 50753 Objekt-ID: 56049                            | Untermixnitz 26, gegenüber Standort KG: Untermixnitz | Die Kapelle von Untermixnitz ist ein Bauwerk mit runder Apsis und einem an der Westseite vorgelagerten dreigeschoßigen Turm, der mit Gesimsen unterteilt ist. Die Schallfenster wurden rundbogig ausgeführt. Sie wurde 1445 von Johann von Fladnitz gestiftet. | BDA-Hist.: Q1414767 Status: § 2a Stand der BDA-Liste: 2025-06-30 Name: Ortskapelle hl. Rosalia GstNr.: 1 Ortskapelle hl. Rosalia (Untermixnitz, ObjektID: 56049)                                   |
| ja   | Datei hochladen | Sog. Bräuhaus HERIS-ID: 35279 Objekt-ID: 33952                                      | Weitersfeld 1 Standort KG: Weitersfeld               | Das ehemalige Brauhaus in Weitersfeld stammt im Kern aus dem 16. Jahrhundert und wurde um 1800 verändert. Es verfügt über einen lang gestreckten Hof. Nordwestlich erhebt sich über rechteckigem Grundriss ein Turm des 16. Jahrhunderts mit Bruchsteinmauerwerk und Sgraffitobändern. | BDA-Hist.: Q37962937 Status: Bescheid Stand der BDA-Liste: 2025-06-30 Name: Sog. Bräuhaus GstNr.: 4                                                                                                |
| ja   | Datei hochladen | Ehem. Bürgerspital HERIS-ID: 50814 Objekt-ID: 56192                                 | Weitersfeld 155 Standort KG: Weitersfeld             | Das ehemalige Bürgerspital wurde 1666 gestiftet und später zu einem Wohnhaus umgebaut. Es ist ein quadratischer, eingeschoßiger Bau um einen Mittelturm mit rundbogigen Fenstern und spitzem Zeltdach. Innen befinden sich tonnengewölbte Räume sowie eine profanierte Kapelle. | BDA-Hist.: Q38042323 Status: § 2a Stand der BDA-Liste: 2025-06-30 Name: Ehem. Bürgerspital GstNr.: 606                                                                                             |
| ja   | Datei hochladen | Figurenbildstock hl. Johannes Nepomuk HERIS-ID: 61996 Objekt-ID: 74495              | Weitersfeld 7 Standort KG: Weitersfeld               | Beim Aufgang zur Pfarrkirche von Weitersfeld steht die Statue aus dem Jahr 1710. | BDA-Hist.: Q38098378 Status: § 2a Stand der BDA-Liste: 2025-06-30 Name: Figurenbildstock hl. Johannes Nepomuk GstNr.: 27/1                                                                         |
| ja   | Datei hochladen | Pranger HERIS-ID: 61997 Objekt-ID: 74496                                            | Weitersfeld 97, vor Standort KG: Weitersfeld         | Der mit 1544 bezeichnete Pranger am Hauptplatz von Weitersfeld hat einen von einem Mittelwulst unterteilten Schaft mit Rankendekor und einem oben angebrachten Wappen- und Inschriftschild. Die bekrönende Rolandsfigur stammt aus jüngerer Zeit. | BDA-Hist.: Q38098388 Status: § 2a Stand der BDA-Liste: 2025-06-30 Name: Pranger GstNr.: 398 |
| ja   | Datei hochladen | Dreifaltigkeitssäule Gnadenstuhl HERIS-ID: 61998 Objekt-ID: 74497                   | Weitersfeld 112, gegenüber Standort KG: Weitersfeld  | Neben dem Pranger steht am Hauptplatz von Weitersfeld auf einem Obeliskenpfeiler mit Volutenpostment eine Gnadenstuhlgruppe aus der Zeit um 1800. | BDA-Hist.: Q38098397 Status: § 2a Stand der BDA-Liste: 2025-06-30 Name: Dreifaltigkeitssäule Gnadenstuhl GstNr.: 398                                                                               |
| ja   | Datei hochladen | Figurenbildstock hll. Florian und Johannes Nepomuk HERIS-ID: 61999 Objekt-ID: 74498 | Standort KG: Weitersfeld                             | An der Brücke befindet sich die Figur des Heiligen Florian sowie eines weiteren Heiligen aus der ersten Hälfte des 18. Jahrhunderts. | BDA-Hist.: Q38098406 Status: § 2a Stand der BDA-Liste: 2025-06-30 Name: Figurenbildstock hll. Florian und Johannes Nepomuk GstNr.: 532 Figurengruppe hll Florian und Johannes Nepomuk, Weitersfeld |
| ja   | Datei hochladen | Figurenbildstock Christus in der Rast HERIS-ID: 62000 Objekt-ID: 74499              | Standort KG: Weitersfeld                             | Der auch als „lange Marter“ bezeichnete Bildstock wurde 1786 errichtet und 1975 um ca. 10 m nach Norden versetzt und um 180° gedreht. Über einem Fundament aus Beton erhebt sich ein viereckiger barocker Sockel mit Voluten. Die Basis des Schaftes weist eine Reliefdarstellung der armen Seelen im Fegefeuer auf, darüber eine Darstellung Mariens mit dem Leichnam Jesu auf dem Schoß, einem Schwert in der Brust und dem Kreuz als Hintergrund. Der obeliskartige Schaft wird oben von einem Gesims mit Girlanden und Voluten abgeschlossen. Darauf ruht eine Statue des sitzenden Jesus Christus („Christus in der Rast“). Die linke Hand ist abgestützt; die rechte hielt ursprünglich eine Lilie aus Eisen, die später verlorenging.                                                                                          | BDA-Hist.: Q38098417 Status: § 2a Stand der BDA-Liste: 2025-06-30 Name: Figurenbildstock Christus in der Rast GstNr.: 1257                                                                         |
| ja   | Datei hochladen | Figurenbildstock Pietà HERIS-ID: 62001 Objekt-ID: 74504                             | Standort KG: Weitersfeld                             | Südlich von Weitersfeld befindet sich auf einem prismatischen Postament eine Pietà vor einem Kreuz. Das Denkmal wurde in der zweiten Hälfte des 18. Jahrhunderts errichtet. | BDA-Hist.: Q38098435 Status: § 2a Stand der BDA-Liste: 2025-06-30 Name: Figurenbildstock Pietà GstNr.: 1257                                                                                        |
| ja   | Datei hochladen | Kath. Pfarrkirche hl. Martin und Friedhof HERIS-ID: 50815 Objekt-ID: 56193          | Weitersfeld 7 Standort KG: Weitersfeld               | Die Kirche erhebt sich gut sichtbar auf den Hügelrücken über den Ort. Der mittelalterliche, südseitige Turm mit schmalen Fensterschlitzen weist auf eine Wehrkirche hin. Der gotische Chor wurde barockisiert (abgeschlagenes gotisches Maßwerk). Die Fürsten von Khevenhüller-Metsch übten von 1731 bis 1935 das Patronat aus. | BDA-Hist.: Q28603078 Status: § 2a Stand der BDA-Liste: 2025-06-30 Name: Kath. Pfarrkirche hl. Martin und Friedhof GstNr.: 1 Pfarrkirche Weitersfeld                                                |